# Iberia Express
Pour les articles homonymes, voir Iberia (homonymie).
Iberia Express  (code AITA : I2 ; code OACI : IBS) est la compagnie aérienne filiale d’Iberia à bas prix. Elle assure des vols intérieurs et internationaux depuis son hub à Madrid-Barajas. Elle est membre associé de Oneworld.

## Histoire

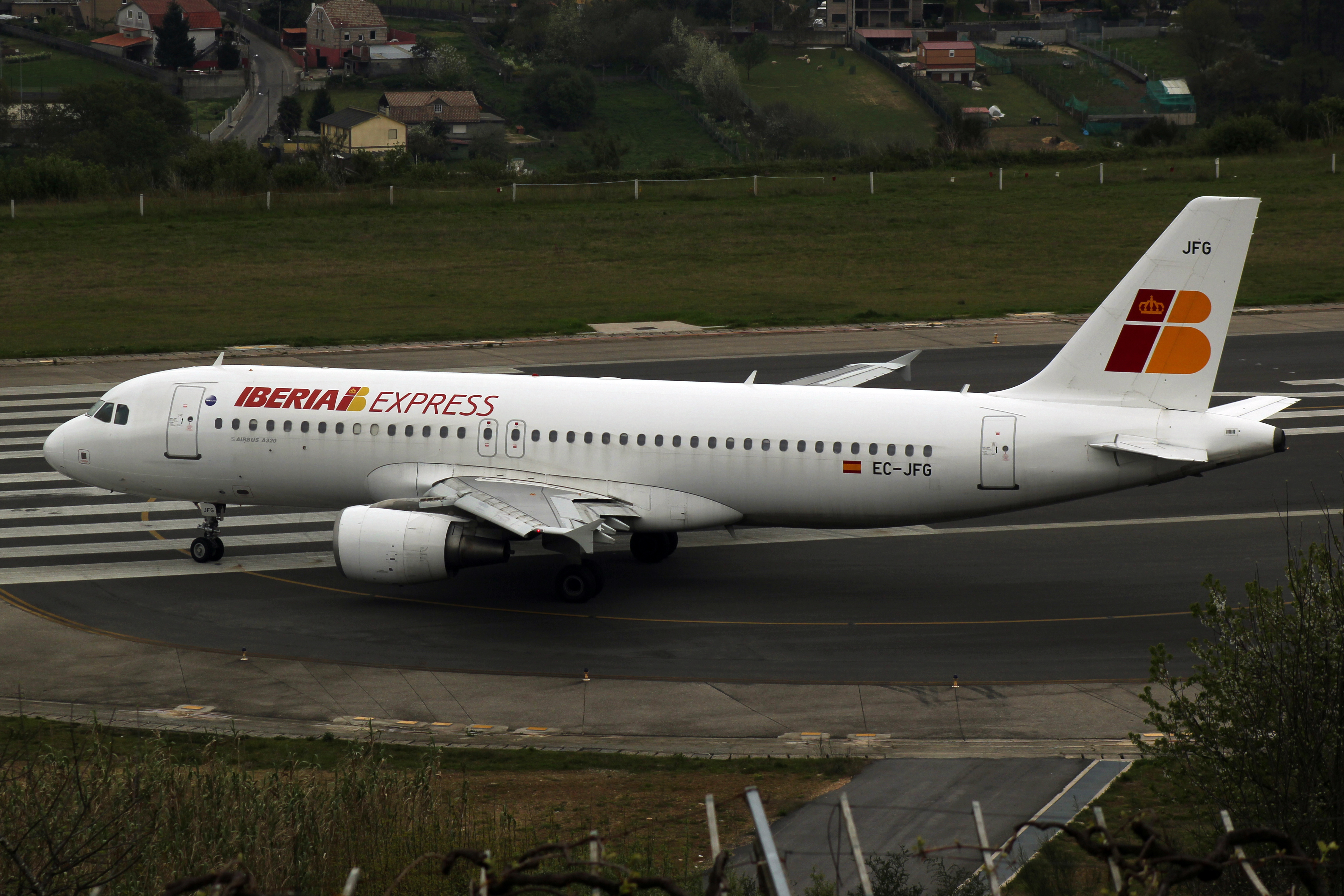
A320 d'Iberia Express en ancienne livrée

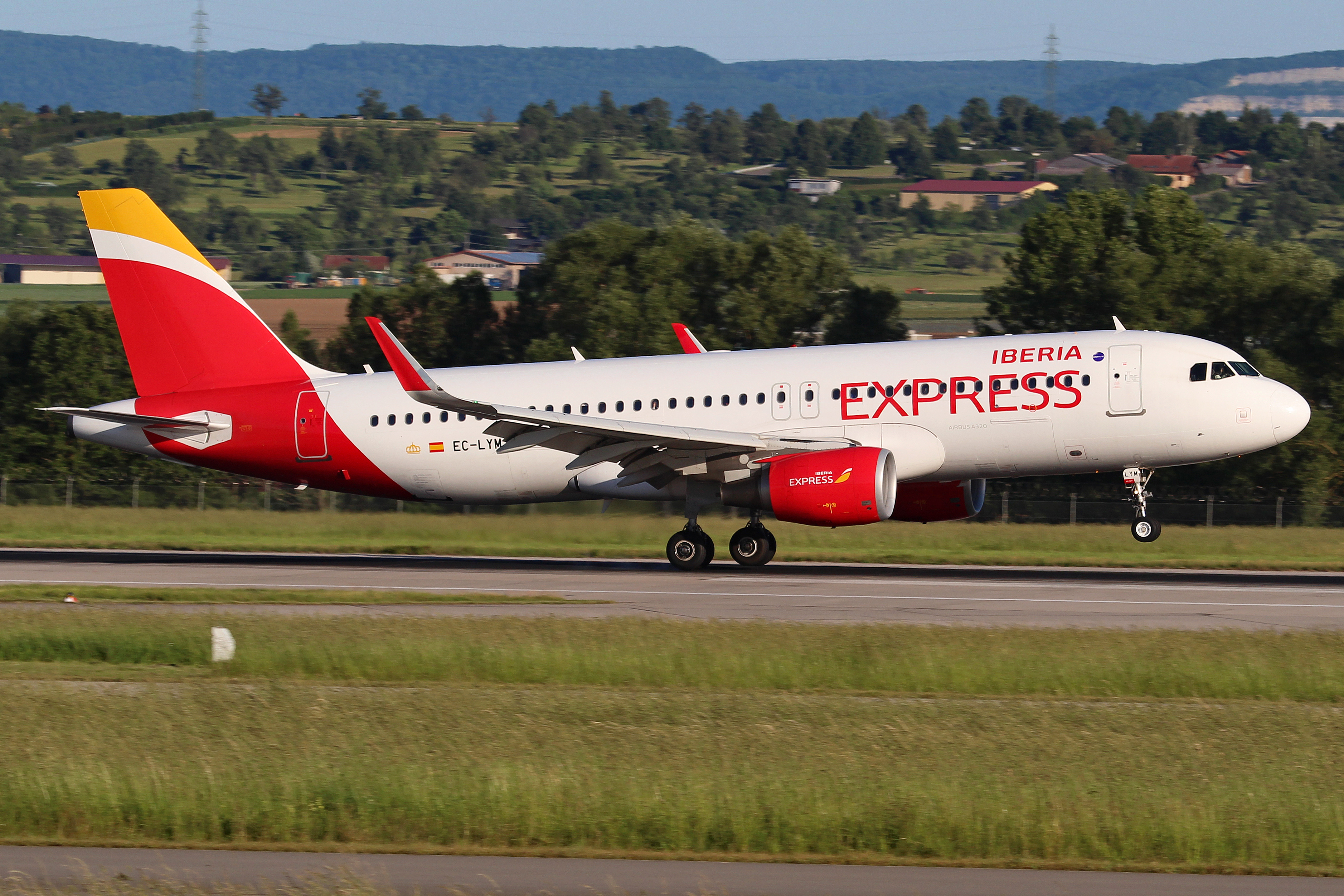
Un Airbus A320 de la compagnie à l'aéroport de Stuttgart

Fondée le 6 octobre 2011, elle effectue son premier vol commercial entre Madrid et Alicante, le 25 octobre 2011. La création de la compagnie a été accompagnée d'un dur conflit social entre Iberia et le syndicat des pilotes espagnol (SEPLA). Le syndicat critiquait la création d’une filiale à bas prix considérant que ceci était le premier pas d’un démantèlement de la compagnie nationale au profit de son partenaire British Airways et en rappelant les antérieurs tentatives échouées de Iberia de créer une filiale à bas cout (Viva Air, Binter Mediterráneo ou Clickair). Malgré plusieurs grèves dont les dernières en février et mars 2013, le PDG du groupe IAG Willie Walsh annonce en juin 2013 qu’Iberia Express a été profitable au bout de trois mois et a permis la création de 500 emplois.
En 2013, la maison mère d'Iberia Express, Iberia change d'identité visuelle. Un nouveau logo et une nouvelle livrée sont imaginés sur les avions d'Iberia. Sa filiale Iberia Express profite de ce changement et arbore dorénavant la nouvelle livrée avec un logo adapté.
En février 2016, Iberia Express, n'exploitant jusque là que l'A320, ajoute à sa flotte la version rallongée, l'Airbus A321. Ainsi la compagnie reçoit ces avions appartenant auparavant à Iberia.
Le premier exemplaire de la nouvelle génération d'A321 remotorisée, l'A321neo fait son entrée dans la flotte en juin 2020. Ce type d'avion permettra à la compagnie d'être notamment plus économe en carburant.

## Identité visuelle

Logo jusqu'en 2013
Logo actuel

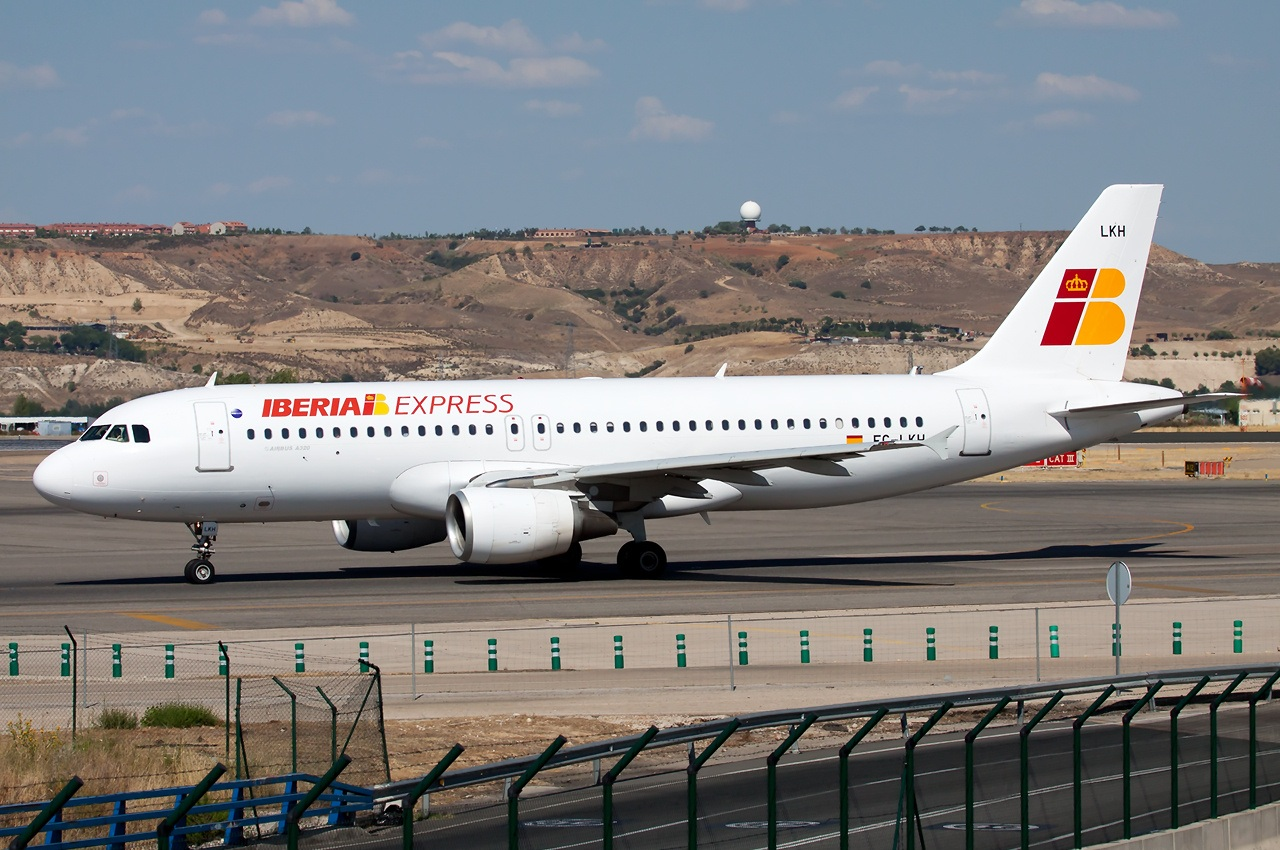
L'ancienne livrée sur un Airbus A320
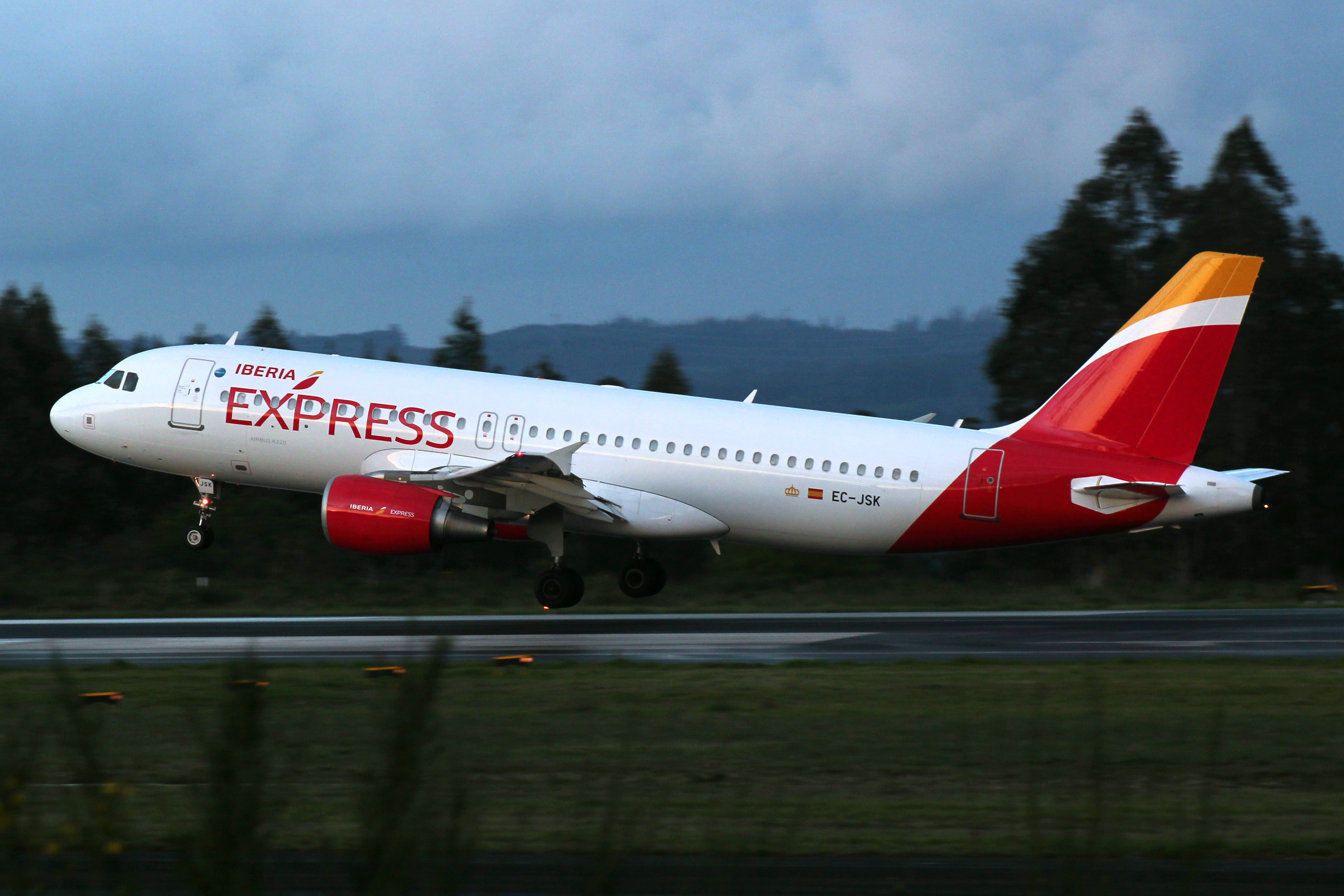
La livrée actuelle

## Destinations
|  |

En novembre 2020, Iberia Express propose des vols réguliers et saisonniers vers plus d'une quarantaine de destinations dans quatorze pays.

## Flotte

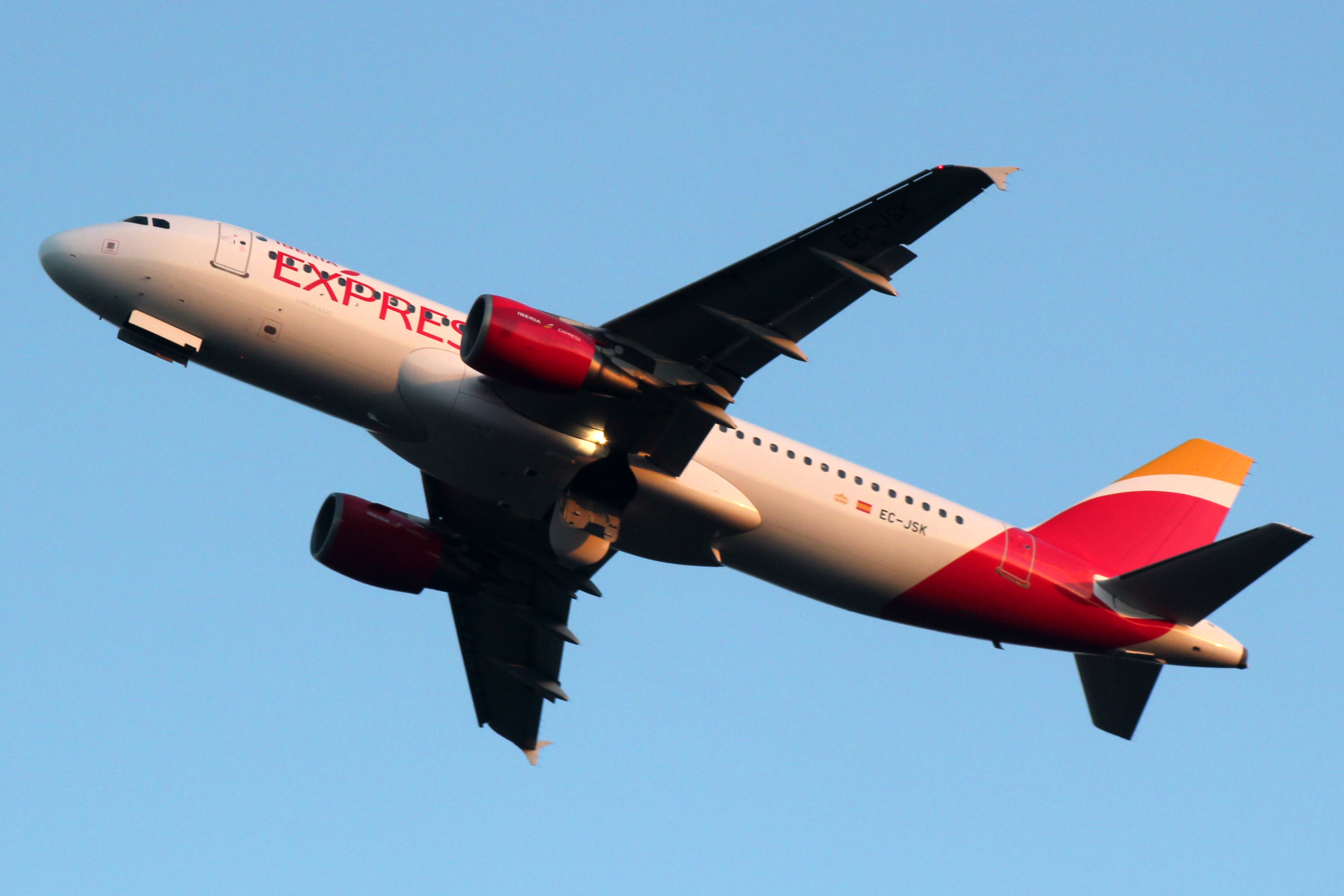
Airbus A320 d'Iberia Express décollant de l'Aéroport de Vigo-Peinador.

Iberia Express exploite les appareils suivants (janvier 2025) :